# Czarnokońce Małe
Czarnokońce Małe (ukr. Малі Чорнокінці, Mali Czornokinci) – wieś na Ukrainie, w  rejonie czortkowskim obwodu tarnopolskiego, w hromadzie Kolędziany, położona nad rzeką Niczławą.
W granicach Czarnokoniec Małyc znajdują się dawniej odrębne wsie Słobódka i Nowostawce.